# Vallis Rheita

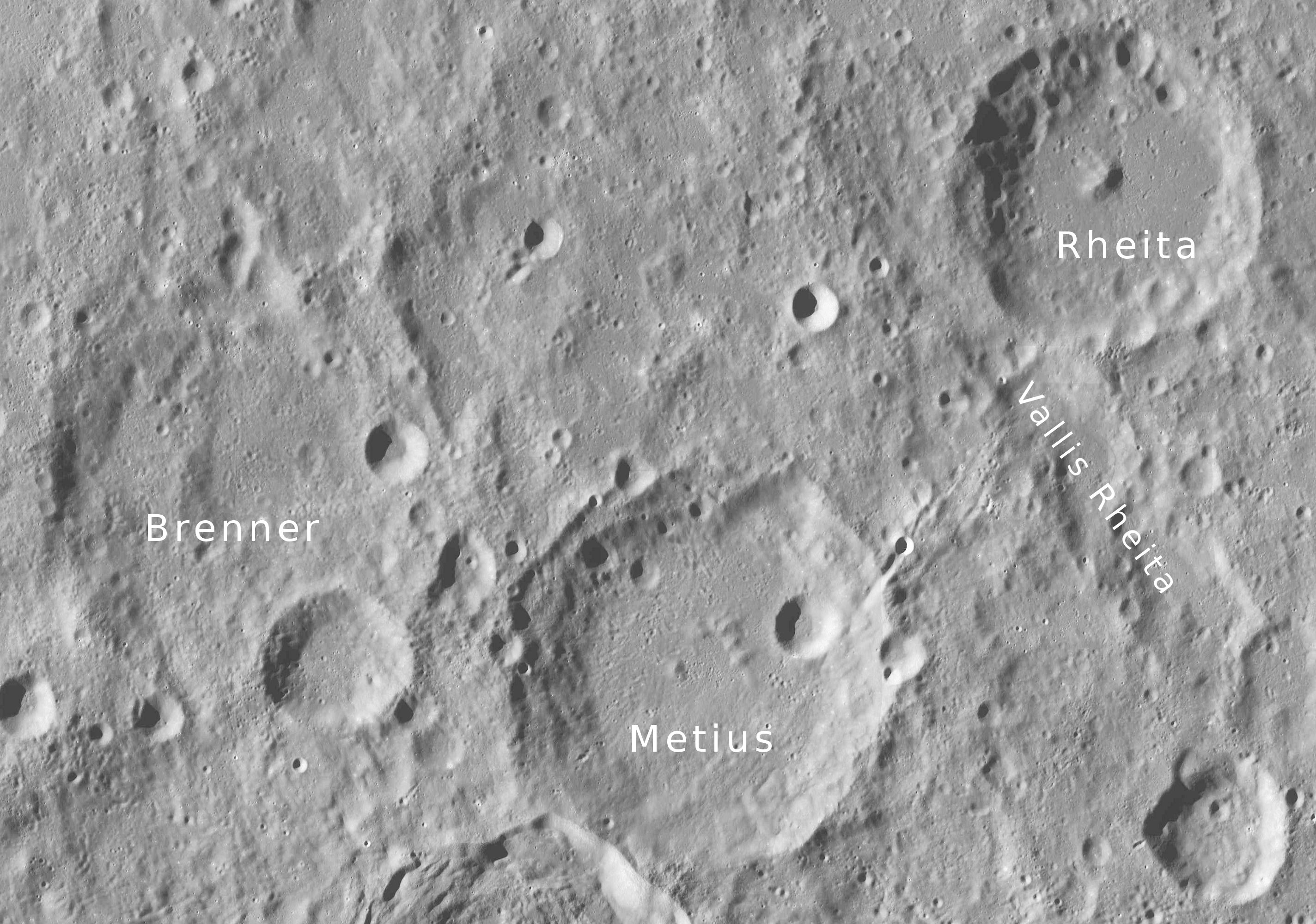
La Vallis Rheita entre les cratères Rheita et Metius.

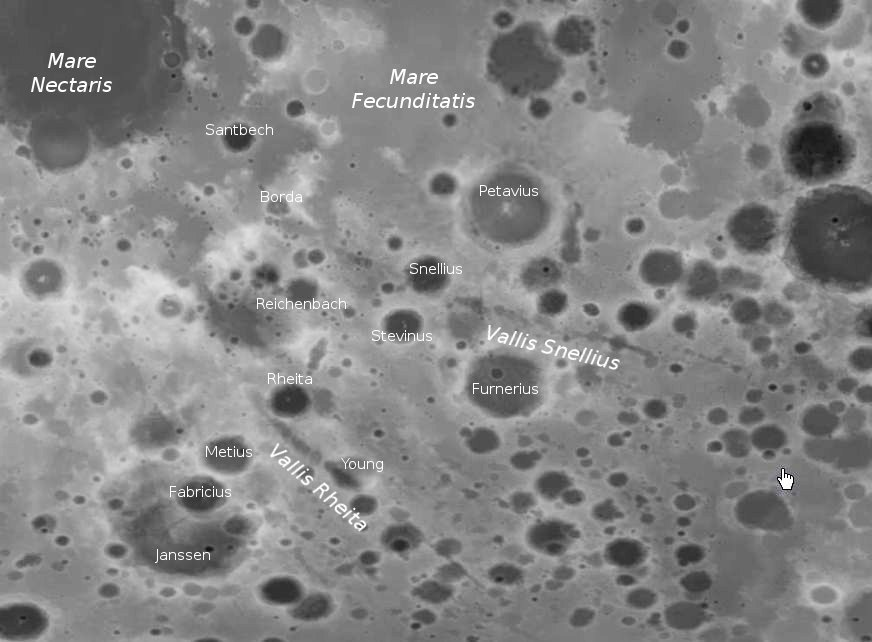
Localisation de la Vallis Rheita.

La Vallis Rheita est une vallée lunaire située sur la face visible de la Lune. Cette vallée est située dans le quart sud-est de la Mare Nectaris. La Vallis Rheita semble avoir une origine commune avec la vallée voisine Vallis Snellius située juste au nord-est, car ces deux vallées sont orientées radialement par rapport à la mare Nectaris. Elles sont toutes les deux situées au sud de la Mare Fecunditatis.
Le centre de la Vallis Rheita se trouve aux coordonnées sélénographiques 42° 30'S et 51° 30'E / −42,5, 51,5. Elle a une longueur de 445 kilomètres. Sa largeur varie de 10 kilomètres dans sa partie la plus étroite à une trentaine de kilomètres pour sa partie la plus large. Il s'agit de la deuxième plus longue vallée lunaire sur la face visible de la Lune, étant dépassée seulement par la Vallis Snellius. 
La Vallis Rheita a été érodée par une série d'impacts, et plusieurs cratères notables se trouvent le long de cette vallée. Vers le nord-est se trouve le cratère Rheita, pour lequel cette formation a été nommée et vers le nord-ouest se trouve le cratère Metius. De plus, au sud se trouve le cratère Young (en) situé presque au centre de la vallée. À l'ouest s'élève le cratère Janssen.